# Mimosas, la voie de l'Atlas
Pour les articles homonymes, voir Mimosa.
Pour plus de détails, voir Fiche technique et Distribution.
Mimosas, la voie de l'Atlas (titre original : Las Mimosas ; titre international : Mimosas) est un film maroco-franco-hispano-quatari
, réalisé par Oliver Laxe et sorti en 2016.

## Synopsis
Une caravane d'hommes et de chevaux se prépare à accompagner un vieux cheikh à travers les montagnes de l'Atlas vers sa famille lointaine, auprès desquels il souhaite vivre ses derniers jours. Lorsque la caravane arrive dans les zones les plus inhospitalières de la montagne, certains hommes renoncent au voyage et refusent de s'exposer au danger, car personne ne connaît de chemin viable. Le vieux cheikh s'éloigne du groupe pour s'isoler et meurt plus tôt que prévu. Seuls deux petits voyous décident de continuer le chemin avec la dépouille, trouvant ainsi enfin un sens à leur vie, ainsi qu'un prédicateur religieux. Ils devront alors affronter les dangers des rivières, des chemins escarpés et des ennemis cachés.

## Distribution
- Ahmed Hammoud : Ahmed
- Shakib Ben Omar : Shakib
- Saïd Aagli : Saïd
- Ikram Anzouli : Ikram
- Ahmed El Othemani : Mohammed
- Hamid Fardjad : le vieux cheikh
- Abdelatif Hwidar : le guide
- Ahmed Hammoud : Nabil
- Ilham Oujri : Meriam
- Margarita Albores : Noor

## Production
Le tournage s'est déroulé au Maroc, dans le Haut Atlas.

## Distinction
- Grand prix de la semaine de la critique lors du Festival de Cannes 2016[4].